# 앨프리드 이넉
앨프리드 루이스 이넉(영어: Alfred Lewis Enoch, 1988년 12월 2일 ~ )은 잉글랜드의 배우이다. 해리 포터 영화 시리즈에서 딘 토머스 역을 맡았다.

## 출연 작품

### 영화
- 해리 포터와 마법사의 돌 (2001)
- 해리 포터와 비밀의 방 (2002)
- 해리 포터와 아즈카반의 죄수 (2004)
- 해리 포터와 불의 잔 (2005)
- 해리 포터와 불사조 기사단 (2007)
- 해리 포터와 혼혈 왕자 (2009)
- 해리 포터와 죽음의 성물 2부 (2011)

### 텔레비전
- 브로드처치 (2013)
- 셜록 (2014)
- 범죄의 재구성 (2014-17, 2019-20)